# Diospyros aurea
Diospyros aurea là một loài thực vật có hoa trong họ Thị. Loài này được Teijsm. & Binn. mô tả khoa học đầu tiên năm 1855.